# Autovía A-2
Die Autovía A-2 (auch Autovía del Nordeste genannt) ist eine spanische Autovía und Autopista, die in Madrid startet und in Barcelona endet. Diese ersetzt die alte Nationalstraße N-II teilweise.

## Abschnitte
|   | Von                 | Nach      | Länge     | Nummer |
| - | ------------------- | --------- | --------- | ------ |
| 1 | Madrid              | Saragossa | 308,08 km | A-2    |
| 2 | Igualada            | Martorell | 36,09 km  | A-2    |
| 3 | Martorell           | Barcelona | 31,68 km  | A-2    |
| 4 | Caldes de Malavella | Girona    | 8,00 km   | A-2    |

## Streckenverlauf

### Abschnitt Madrid - Zaragoza - Alfajarín
| Position | km      | Richtung (Barcelona)                                                                                                 | Richtung (Madrid)                                                                               | Anschluss nach               |
| -------- | ------- | --- | ----------------------------------------------------------------------------------------------- | ---------------------------- |
| 1        |         | Beginn der E 90 A-2                                                                                                  | Ende der E 90 A-2 weiter nach Madrid (Stadt) Avenida de América                                 |                              |
| 2        |         | Staugefahr bei km 0-20                                                                                               | Staugefahr bei km 20-0                                                                          |                              |
| 3        | 3       | Parque de las Avenidas                                                                                               | c/ Corazón de María avd. Brasilia                                                               |                              |
| 4        | 4A      | c/ Alacalá A-3 Valencia A-4 A-42 A-5                                                                                 | Avenida de Ramón y Cayal A-1 Burgos A-6                                                         | M-30                         |
| 5        | 4B      | Avenida de Ramón y Cayal A-1 Burgos A-6                                                                              | c/ Alacalá A-3 Valencia A-4 A-42 A-5                                                            | M-30                         |
| 6        | 4C      | c/ Arturo Soria | c/ Corazón de María                                                                             |                              |
| 7        | 5       | c/ Arturo Soria | c/ Arturo Soria                                                                                 |                              |
| 8        | 8       | vía de servicio Canillejas Barajas (pueblo) Ciudad Pegaso M-12 Avda de Logrono Avenida 25. September Feria de Madrid | Avenida 25. September Avenida de los Anders Feria de Madrid                                     |                              |
| 9        | 9       | | vía de servicio Avda Logroño calle Alcalá                                                       |                              |
| 10       | 10      | Flughafen M-11 M-13 M-40 beide Richtungen M-12 Terminal T-4                                                          |                                                                                                 | M-14                         |
| 11       | 11      | Coslada San Fernando de Henares Einkaufszentrum vía de servicio                                                      |                                                                                                 |                              |
| 12       | 12      | | Alameda de Osuna M-40 beide Richtungen Flughafen M-12 Terminal T-4 Flughafen                    | M-14                         |
| 13       | 15      | | San Fernando de Henares Coslada Industriezone Flughafen M-22 C.T. Coslada-Puerto Seco           |                              |
| 14       | 16A     | Einkaufszentrum Parkplatz                                                                                            |                                                                                                 |                              |
| 15       | 16B     | vía de servicio |                                                                                                 |                              |
| 16       | 17      | | vía de servicio Einkaufszentrum Parkplatz                                                       |                              |
| 17       | 17A     | M-115 M-50 M-45 R-2 Ajalvir                                                                                          |                                                                                                 |                              |
| 18       | 18      | Torrejón de Ardoz (Stadt) Ajalvi                                                                                     |                                                                                                 | M-108                        |
| 19       | 18      | | R-2 Saragossa A-1 A-6 R-3 Valencia A-3 R-4 A-4                                                  | M-50 M-45                    |
| 20       | 20      | | Ajalvir Torrejón de Ardoz                                                                       | M-108                        |
| 21       | 22      | vía de servicio Flughafen Torrejón de Ardoz (ost) Krankenhaus                                                        |                                                                                                 |                              |
| 22       | 23      | Alcalá de Henares Loeches                                                                                            |                                                                                                 | M-300                        |
| 23       | 24      | | vía de servicio Torrejón de Ardoz (ost) Flughafen Krankenhaus                                   |                              |
| 24       | 25      | | Mejorada del Campo                                                                              | M-203                        |
| 25       | 26      | Alcalá de Henares (nord) La Garena Einkaufszentrum Industriegebiet                                                   |                                                                                                 | M-100 M-129                  |
| 26       | 28      | Alcalá de Henares (Stadt) Daganzo de Arriba R-2 Saragossa Camarma de Esteruelas                                      |                                                                                                 | M-100 M-119                  |
| 27       | 30      | | Alcalá de Henares (Stadt) Industriegebiet Daganzo de Arriba R-2 Saragossa Camarma de Esteruelas | M-121                        |
| 28       | 32      | Alcalá de Henares Universität Krankenhaus Meco                                                                       | Alcalá de Henares Universität Krankenhaus Meco                                                  |                              |
| 29       | 33      | | Alcalá de Henares vía de servicio Einkaufszentrum                                               |                              |
| 30       | 35A     | | vía de servicio                                                                                 |                              |
| 31       | 35B     | | E-90 Guadalajara-Saragossa campo de golf                                                        |                              |
| 32       | 38      | R-2 Madrid Saragossa Meco Los Santos de la Humosa                                                                    | R-2 Madrid Meco Los Santos de la Humosa                                                         | M-116 M-226                  |
| 33       | km 38   | Kastilien-La Mancha Provinz Saragossa                                                                                | Autonome Gemeinschaft Madrid                                                                    |                              |
| 34       | 40      | vía de servicio |                                                                                                 |                              |
| 35       | 42      | Azuqueca de Henares Industriegebiet                                                                                  | Azuqueca de Henares Industriegebiet                                                             |                              |
| 36       | 44      | Azuqueca de Henares Chiloeches Seco - Zal (Berg)                                                                     | Azuqueca de Henares Chiloeches Seco - Z                                                         | GU-102 GU-203                |
| 37       | 48      | Alovera | Industriegebiet Alovera                                                                         |                              |
| 38       | 51      | Cabanillas del Campo R-2 Madrid                                                                                      | vía de servicio                                                                                 | N-320                        |
| 39       | 52A     | | Industriegebiet Bahnlinie Cabanillas del Campo R-2 Madrid                                       | N-320 E-5 A-1                |
| 40       | 52B     | | Industriegebiet El Balconcillo                                                                  |                              |
| 41       | 53      | Guadalajara avda Ejêrcito Industriegebiet El Balconcillo                                                             | Guadalajara avda Ejêrcito                                                                       |                              |
| 42       | 55      | Guadalajara c/de Toledo Sacedón Cuenca Krankenhaus                                                                   | Guadalajara c/de Toledo Sacedón Cuenca Krankenhaus                                              | N-320                        |
| 43       | 56      | Guadalajara | Guadalajara                                                                                     |                              |
| 44       | 58      | Iriépal Guadalajara Taracena                                                                                         | Iriépal Guadalajara                                                                             | GU-905 CM-10                 |
| 45       | 61      | Tórtola de Henares Jadraque R-2 Madrid                                                                               | Tórtola de Henares Jadraque R-2                                                                 | CM-10                        |
| 46       | 62      | | Madrid                                                                                          | R-2                          |
| 47       | 64      | Valdenoches |                                                                                                 |                              |
| 48       | 65      | | Valdenoches                                                                                     |                              |
| 49       | 69      | vía de servicio | vía de servicio                                                                                 |                              |
| 50       | 71      | | zona de servicios                                                                               |                              |
| 51       | 73      | Torija-Brihuega-Torre del Burgo                                                                                      | Torija-Brihuega-Torre del Burgo                                                                 | CM-2011 CM-190               |
| 52       |         | Área de servicio de Trijueque                                                                                        |                                                                                                 |                              |
| 53       | 78      | Trijueque | Trijueque                                                                                       |                              |
| 54       |         | | área de pesaje                                                                                  |                              |
| 55       | 83      | Brihuega Miralrío | Brihuega Miralrío                                                                               | CM-2008 CM-1000              |
| 56       | 88      | Gajanejos | Gajanejos                                                                                       |                              |
| 57       | 94      | área de servicios |                                                                                                 |                              |
| 58       | 95      | Ledanca | Ledanca                                                                                         | GU-115                       |
| 59       | 101     | vía de servicio Almadrones Cifuentes                                                                                 |                                                                                                 | N-204                        |
| 60       | 103     | | vía de servicio Almadrones Cifuentes                                                            | N-204                        |
| 61       | 104     | Sigüenza | Sigüenza                                                                                        | CM-1101                      |
| 62       | 107     | Mirabueno-Las Inviernas                                                                                              | Mirabueno-Las Inviernas                                                                         |                              |
| 63       | 112-113 | Algora vía de servicio                                                                                               | Algora vía de servicio                                                                          |                              |
| 64       |         | | área de descanso                                                                                |                              |
| 65       | 117     | Torremocha del Campo Navalpotro                                                                                      |                                                                                                 |                              |
| 66       | 118     | Sigüenza-La Torresaviñán                                                                                             | Torremocha del Campo-Sigüenza                                                                   |                              |
| 67       | 124     | vía de servicio | vía de servicio                                                                                 |                              |
| 68       | 126     | Saúca |                                                                                                 |                              |
| 69       | 129     | | Saúca                                                                                           |                              |
| 70       | 132     | vía de servicio Alcolea del Pinar Sigüenza                                                                           | vía de servicio Alcolea del Pinar Sigüenza                                                      | CM-110 CM-2113               |
| 71       | 135     | Alcolea del Pinar Molina de Aragón-Teruel                                                                            |                                                                                                 | N-211                        |
| 72       |         | Puerto de Alcolea (1218 m)                                                                                           | Puerto de Alcolea (1218 m)                                                                      |                              |
| 73       | km 139  | Kastilien und León Provinz Soria                                                                                     | Kastilien-La Mancha Provinz Guadalajara                                                         |                              |
| 74       | 141     | Esteras de Medinaceli                                                                                                |                                                                                                 | N-II                         |
| 75       | 144     | | Esteras de Medinaceli                                                                           | N-II                         |
| 76       | 145     | Medinaceli (west) Industriegebiet                                                                                    |                                                                                                 | N-II                         |
| 76       | 151     | Medinaceli-Soria | Medinaceli-Soria                                                                                | N-111 A-15 N-II              |
| 77       | 154     | Lodares | Lodares                                                                                         |                              |
| 78       | 167     | Arcos de Jalón-Somaén Industriegebiet                                                                                | Arcos de Jalón-Somaén Industriegebiet                                                           | N-II                         |
| 79       | 169     | vía de servicio |                                                                                                 |                              |
| 80       | 172     | | vía de servicio área de descanso                                                                |                              |
| 81       | 174     | Montuenga de Soria                                                                                                   | Montuenga de Soria                                                                              | SO-P-3044                    |
| 82       |         | | vía de servicio                                                                                 |                              |
| 83       | 177     | Santa María de Huerta                                                                                                | Santa María de Huerta                                                                           | N-II                         |
| 84       | 179     | Santa María de Huerta-Almaluez                                                                                       | Santa María de Huerta-Almaluez                                                                  | N-II                         |
| 85       | km 181  | Aragonien Provinz Saragossa                                                                                          | Kastilien und León Provinz Soria                                                                |                              |
| 86       | 181     | Granja de San Pedro                                                                                                  | Granja de San Pedro                                                                             |                              |
| 87       | 186     | Monreal de Ariza Monteagudo de las Vicarias-Almazán                                                                  | Monreal de Ariza Monteagudo de las Vicarias-Almazán                                             | A-116                        |
| 88       | 190     | Ariza (west) |                                                                                                 |                              |
| 89       | 193     | Ariza-Bordalba-Deza                                                                                                  | Ariza-Bordalba-Deza                                                                             |                              |
| 90       |         | vía de servicio | vía de servicio                                                                                 |                              |
| 91       | 200     | Cetina-Jaraba-Embid de Ariza                                                                                         | Cetina-Jaraba-Embid de Ariza                                                                    | A-2501                       |
| 92       | 204     | Contamina-Alhama de Aragón                                                                                           | Contamina-Alhama de Aragón                                                                      | N-II                         |
| 93       | 211     | Bubierca | Bubierca                                                                                        | N-II                         |
| 94       | 218     | Ateca Castejón de las Armas                                                                                          | Ateca Castejón de las Armas                                                                     | A-1501                       |
| 95       | 227     | Terrer | Terrer                                                                                          | N-II                         |
| 96       | 231     | Calatayud-Munébrega-Nuévalos                                                                                         | Munébrega-Nuévalos                                                                              | A-202                        |
| 97       | 233     | Calatayud-Daroca-Teruel                                                                                              | Calatayud-Daroca-Teruel                                                                         | N-234                        |
| 98       |         | | área de descanso                                                                                |                              |
| 99       | 237     | Calatayud-Soria | Calatayud-Soria                                                                                 | N-234                        |
| 100      |         | | vía de servicio                                                                                 |                              |
| 101      | 242     | Calatayud-Marivella                                                                                                  | Calatayud-Marivella                                                                             |                              |
| 102      | 244     | Aluenda | Aluenda                                                                                         |                              |
| 103      |         | Puerto del Frasno 770 m                                                                                              | Puerto del Frasno 770 m                                                                         |                              |
| 104      | 252     | Aluenda | Aluenda                                                                                         |                              |
| 105      | 255     | El Frasno-Sabiñán-Morés                                                                                              | El Frasno-Sabiñán-Morés                                                                         | A-1503                       |
| 106      |         | Morata (Höhe: 680 m)                                                                                                 | Morata (Höhe: 680 m)                                                                            |                              |
| 107      |         | Morata (Tunnel, Länge: 300 m)                                                                                        | Morata (Tunnel, Länge: 300 m)                                                                   |                              |
| 108      | 260     | Santa Cruz de Grío                                                                                                   |                                                                                                 |                              |
| 109      | 261     | Morata de Jalón | Morata de Jalón Santa Cruz de Grío                                                              |                              |
| 110      |         | La Perdiz (Höhe: 561 m)                                                                                              | La Perdiz (Höhe: 561 m)                                                                         |                              |
| 111      | 269     | La Almunia de Doña Godina                                                                                            |                                                                                                 |                              |
| 112      | 271     | La Almunia de Doña Godina Ricla Épila Cariñena                                                                       | La Almunia de Doña Godina Ricla                                                                 | A-121 A-122                  |
| 113      | 273     | | La Almunia de Doña Godina Cariñena Industriegebiet                                              | A-220                        |
| 114      | 277     | Calatorao-Alfamén | Calatorao-Alfamén                                                                               | A-1304                       |
| 115      |         | vía de servicio |                                                                                                 |                              |
| 116      | 281     | Lucena de Jalón - Salillas de Jalón                                                                                  | Lucena de Jalón - Salillas de Jalón                                                             |                              |
| 117      |         | | vía de servicio                                                                                 |                              |
| 118      | 284     | vía de servicio | vía de servicio                                                                                 |                              |
| 119      | 287     | Épila Muel El Sabinar                                                                                                |                                                                                                 | A-1305 A-1101                |
| 120      | 289     | | Épila Muel El Sabinar                                                                           | A-1305 A-1101                |
| 121      |         | área de descanso |                                                                                                 |                              |
| 122      | 294     | | camino de servicio                                                                              |                              |
| 123      | 296     | La Muela (west) |                                                                                                 |                              |
| 124      | 298     | | La Muela (Stadt)                                                                                |                              |
| 125      | 299     | La Muela (ost) | La Muela (ost)                                                                                  |                              |
| 126      | 301     | Centrovía (west) | Centrovía (west)                                                                                |                              |
| 126      | 303     | Centrovía (west) Stadtgebiet (west)                                                                                  | Centrovía (west) Stadtgebiet (west)                                                             |                              |
| 127      | 304     | | Stadtgebiet (ost) vía de servicio                                                               |                              |
| 127      | 307     | |                                                                                                 | Stadtgebiet (ost)            |
| 128      | 308     | Base Aérea Adif C.L. Saragossa Plaza                                                                                 | Base Aérea Adif C.L. Saragossa Plaza                                                            |                              |
| 129      | 310     | Flughafen PLAZA Feria de Zaragoza                                                                                    | Flughafen PLAZA Feria de Zaragoza                                                               | A-120                        |
| 130      | 311A    | A-23 Teruel A-68 Alcañiz Castellón de la Plana                                                                       | Z-40                                                                                            |                              |
| 131      | 311B    | Saragossa Via Hispanidad A-2 Barcelona                                                                               |                                                                                                 | Z-40                         |
| 132      | 312     | | A-23 Teruel A-68 Alcañiz Castellón de la Plana                                                  | Z-40                         |
| 133      | 313     | | PLAZA Feria de Madrid Flughafen                                                                 | A-120                        |
| 134      | 314     | Logroño Pamplona Soria Miralbueno Industriezone Bahnhof Zaragoza-Delicias                                            |                                                                                                 | N-125 E-804 A-68 N-122 N-232 |
| 135      | 317     | Industriezone Flughafen Saragossa Miralbueno                                                                         |                                                                                                 | N-232 N-125                  |
| 136      | 318     | | Bahnhof Zaragoza-Delicias El Portillo                                                           |                              |
| 137      | 319     | | Logroño Pamplona Soria                                                                          | E-804 A-68 N-122             |
| 138      | 320     | Avda. de Ranillas Campus Río Ebro                                                                                    |                                                                                                 |                              |
| 139      | 321     | El Pilar San Gregorio Ronda Hispanidad Mercazaragoza                                                                 |                                                                                                 | N-330 Z-30                   |
| 139      | 323     | | Saragossa El Pilar San Gregorio Ronda Hispanidad Mercazaragoza                                  | N-330                        |
| 140      | 325     | Sta. Isabel A-23 Huesca-Teruel A-68 El Burgo de Ebro A-129 Sariñena                                                  |                                                                                                 | Z-40                         |
| 141      | 327     | | A-23 Huesca-Teruel A-68 El Burgo de Ebro A-129 Sariñena Ronda Hispanidad Mercazaragoza          | Z-40 Z-30                    |
| 142      | 328     | | Sariñena Avda. Estudiantes Sta. Isabel vía de servicio                                          | A-129                        |
| 143      | 330     | Industriegebiet Malpica                                                                                              |                                                                                                 |                              |
| 144      | 332     | | Industriegebiet Malpica                                                                         |                              |
| 145      |         | vía de servicio Industriegebiet La Puebla de Alfindén                                                                |                                                                                                 |                              |
| 146      |         | | vía de servicio                                                                                 |                              |
| 147      | 339     | Alfajarín Lleida-Barcelona                                                                                           |                                                                                                 | N-iI                         |
| 148      |         | Alfajarín weiter als AP-2                                                                                            | Alfajarín                                                                                       | A-2                          |

### Abschnitt Fraga - Lleida - Barcelona (Nudo de Llobregat - Ronda Litoral)
| Position | Besonderheiten | Ausfahrt            | Richtung Fraga                                                                                   | Richtung El Prat                                                                         | Bemerkungen                |
| -------- | -------------- | ------------------- | ------------------------------------------------------------------------------------------------ | ---------------------------------------------------------------------------------------- | -------------------------- |
| 1        | Beginn Autovía | Beginn der Autobahn | Fraga                                                                                            | Fraga weiter als N-II                                                                    | N-II                       |
| 2        |                | 432                 | Fraga (West)                                                                                     | Fraga (West)                                                                             |                            |
| 3        | Tunnel         |                     | San Simón Tunnel (Länge: 330 m)                                                                  | San Simón Tunnel (Länge: 330 m)                                                          |                            |
| 4        |                | 433                 | Huesca Fraga-Mequinenza E90 AP-2                                                                 | Huesca Fraga-Mequinenza E90 AP-2                                                         | N-211, A-131               |
| 5        |                | 436                 | Fraga, Seròs, Mequinenza                                                                         | Fraga, Seròs, Mequinenza                                                                 | A-242 A-1234               |
| 6        | Tunnel         |                     | Escorpio (Tunnel) Länge: 140 m                                                                   | Escorpio (Tunnel) Länge: 140 m                                                           |                            |
| 7        |                | 439                 | Fraga (Ost)                                                                                      | Fraga (Ost)                                                                              |                            |
| 8        |                | 442                 | Fondo de Litera PL Fraga vía de servicio                                                         |                                                                                          |                            |
| 9        |                | km. 443             | Provinz Ledira, Katalonien                                                                       | Provinz Ledira, Aregonien                                                                |                            |
| 10       |                | 444                 |                                                                                                  | Fondo de Litera PL Fraga vía de servicio                                                 |                            |
| 11       |                | 446                 | Alcarrás Barcelona - Saragossa                                                                   | Barcelona - Saragossa                                                                    | N-II E90 AP-2              |
| 12       |                | 447                 |                                                                                                  | Soses, Seròs Torres de Segre                                                             | LP-7041 LP-7043            |
| 13       |                | 451                 | Alcarràs-Gimenells                                                                               | Alcarràs-Gimenells                                                                       | L-800                      |
| 14       |                | 458                 | Lleida (Stadt) Almacellas, Huesca                                                                | Lleida (nord) Almacellas, Huesca                                                         | A-22                       |
| 15       |                | 460                 | Alfarrás - Flughafen - Vielha - Toulouse                                                         | Alfarrás - Flughafen - Vielha - Toulouse                                                 | A-14                       |
| 16       |                | 461                 | Lleida Alcalde Porqueres Torrefarrera-Rosselló                                                   |                                                                                          | N-230                      |
| 17       |                | 462                 |                                                                                                  | Lleida Alcalde Porqueres Torrefarrera-Rosselló                                           | N-230                      |
| 18       |                | 463                 | Lleida (Secà de Sant Pere)-Torreserona-Albesa                                                    | Lleida (Secà de Sant Pere)-Torreserona-Albesa                                            | LP-9221                    |
| 19       |                | 465                 | Lleida (Pardinyes)-Corbins-Balgauer                                                              | Lleida (Pardinyes)-Corbins                                                               | C-12                       |
| 20       |                | 467                 | Industriegebiet Tarragona Mayals-La Seu d’Urgell Andorra                                         | Industriegebiet La Seu d’Urgell-Andorra                                                  | N-240 C-12 C-13            |
| 21       |                | 470                 | Alamús                                                                                           |                                                                                          |                            |
| 22       |                | 474                 |                                                                                                  | Lleida (Stadt) Tarragona Tortosa                                                         | LL-11 N-240 C-12           |
| 23       |                | 477                 | Bell Lloc Bellvís                                                                                | Bell Lloc Bellvís                                                                        | LV-3311                    |
| 24       |                | 480                 | Sidamunt                                                                                         | Sidamunt                                                                                 |                            |
| 25       |                | 484                 | Fondarella - El Palau - Mollerusa - Liñola via de servicio                                       |                                                                                          |                            |
| 26       |                | 487                 |                                                                                                  | Fondarella - El Palau - Mollerusa - Liñola via de servicio                               |                            |
| 27       |                | 489                 | Golmés-Vilasana                                                                                  | Golmés-Vilasana                                                                          |                            |
| 28       |                | 493                 | Castellnou de Seana-Bellpuig                                                                     | Castellnou de Seana-Bellpuig                                                             | N-II                       |
| 29       |                | 495                 | Bellpuig-Ibars de Urgel - Barbens                                                                | Bellpuig-Ibars de Urgel - Barbens                                                        |                            |
| 30       |                | 498                 |                                                                                                  | Bellpuig                                                                                 | N-II                       |
| 31       |                | 500                 | Anglesola                                                                                        | Anglesola                                                                                |                            |
| 32       |                | 502                 | zona de servicios Vilagrasa-Tàrrega                                                              | zona de servicios Vilagrasa-Tàrrega                                                      | N-II                       |
| 33       |                | 504                 | Vilagrasa-Anglesola-Balgauer                                                                     | Vilagrasa-Anglesola-Balgauer                                                             | C-53                       |
| 34       |                | 507                 | Tàrrega-Agramunt Guisona                                                                         | Tàrrega-Agramunt Guisona                                                                 | C-14 LP-310                |
| 35       |                | 510                 | Tàrrega-El Talladell-centro de conservación                                                      | Tàrrega                                                                                  |                            |
| 36       |                | 512                 | Fonolleres                                                                                       |                                                                                          |                            |
| 37       |                | 514                 | La Curullada-Cervera (west)-Tordera                                                              | La Curullada-Cervera (west)-Tordera                                                      |                            |
| 38       |                | 517                 | Agramunt - Cervera (nord) Industriezone                                                          | Agramunt - Cervera (nord) Industriezone                                                  |                            |
| 39       | Gabelung       | 518                 | Girona, Manresa                                                                                  | Girona, Manresa                                                                          | L-303                      |
| 40       |                | 520                 | Cervera, Guissona, Ponts                                                                         | Girona Cervera, Guissona, Ponts                                                          | C-25                       |
| 41       |                | 523                 |                                                                                                  | Estarás Cervera (süd)                                                                    |                            |
| 42       |                | 526                 | Ribera del Dondara                                                                               | Ribera del Dondara                                                                       | LV-2031 LV-203             |
| 43       |                | km. 530             | Provinz Barcelona                                                                                | Provinz Lleida                                                                           |                            |
| 44       |                | 531                 | Área de servicio de La Panadella Santa Coloma de Queralt                                         |                                                                                          | B221                       |
| 45       |                | 532                 | Montmaneu-San Guim de Freixanet                                                                  | Área de servicio de La Panadella Montmaneu-San Guim de Freixanet Santa Coloma de Queralt | B-100 B221                 |
| 46       |                | 537                 | Argençola Santa Maria del Camí                                                                   | Argençola                                                                                | BV-2231                    |
| 47       |                |                     |                                                                                                  | Santa Maria del Camí                                                                     |                            |
| 48       |                | 545                 | Jorba Ponts Andorra                                                                              | Jorba Ponts                                                                              |                            |
| 49       |                | 549                 | Jorba, Igualada, St. Genís                                                                       |                                                                                          | CV-1412                    |
| 50       |                | 550                 |                                                                                                  | Jorba, Igualada, Montblanc                                                               |                            |
| 51       |                | 551                 |                                                                                                  | Igualada, Espelt                                                                         |                            |
| 52       |                | 554                 | Prats del Rey, Calaf                                                                             | Prats del Rey, Calaf                                                                     | BV-1031                    |
| 53       |                | 555                 | Igualada, Ódena                                                                                  | Igualada, Ódena, Manresa                                                                 | C-37                       |
| 54       |                | 557                 | Ódena-Flughafen                                                                                  | Ódena-Flughafen                                                                          |                            |
| 55       |                | 558                 | Igualada, Vilafranca del Penedès                                                                 |                                                                                          | C-1                        |
| 56       |                | 559                 |                                                                                                  | Igualada, Vilafranca del Penedès                                                         | C-15 C-17                  |
| 57       |                | 562                 | Castellolí-Ca n'Alzina                                                                           | Castellolí-Ca n'Alzina                                                                   |                            |
| 58       |                | 563                 |                                                                                                  | Castellolí                                                                               |                            |
| 59       |                | 564                 | Bruch                                                                                            |                                                                                          |                            |
| 60       |                |                     | Bruc (Tunnel)                                                                                    | Bruc (Tunnel)                                                                            |                            |
| 61       |                |                     | Aérea de servicio de El Bruch                                                                    | Aérea de servicio de El Bruch                                                            |                            |
| 62       |                | 570                 | Montserrat-Manresa                                                                               | Montserrat-Manresa                                                                       |                            |
| 63       |                | 572                 | Bruch                                                                                            | Bruch                                                                                    |                            |
| 64       |                | 576A                | via de servicio Collbató                                                                         |                                                                                          |                            |
| 65       |                | 572                 |                                                                                                  | Collbató                                                                                 |                            |
| 66       |                | 572                 | Collbató                                                                                         | Collbató                                                                                 |                            |
| 67       |                | 576                 | Esparreguera (nord)                                                                              | Esparreguera (nord)                                                                      |                            |
| 68       |                | 580                 | Esparreguera Els Hostalets de Pierola                                                            | Esparreguera Els Hostalets de Pierola                                                    | B-231                      |
| 69       |                | 581                 | Esparreguera Olesa de Montserrat                                                                 |                                                                                          | C-1414                     |
| 70       |                | 582                 | Abrera Montserrat Manresa Sant Ermengol                                                          |                                                                                          | C-55                       |
| 71       |                | 582B                |                                                                                                  | Esparraguera (süd) Abrera Sant Ermengol                                                  | B-40                       |
| 72       |                | 582A                |                                                                                                  | Olesa de Montserrat Montserrat Manresa Cadí (Tunnel)                                     |                            |
| 73       | Gabelung       | 585                 | Martorell Barcelona Girona Tarragona                                                             | Martorell Barcelona Girona Tarragona Lleida                                              | N-IIa E15 AP-7 E90 AP-9    |
| 74       |                |                     | Staugefahr von km 585 bis km 610                                                                 | Staugefahr von km 610 bis km 585                                                         |                            |
| 75       |                | 588                 | Martorell, Olesa de Montserrat, Terrassa                                                         | Olesa de Montserrat, Terrassa                                                            | BV-1201 C-243              |
| 76       |                | 591                 | Castellbisbal Industriezone                                                                      | Castellbisbal Industriezone                                                              |                            |
| 77       |                | 593                 | Sant Andreu de la Barca Rubi                                                                     | Sant Andreu de la Barca Rubi                                                             | C-1413                     |
| 78       |                | 598                 | Pallejà, Molins de Rei (Nord)                                                                    |                                                                                          |                            |
| 79       |                | 599B                | Vilafranca-Tarragona                                                                             |                                                                                          | B-24                       |
| 80       |                | 599A                |                                                                                                  | Vilafranca, Tarragona                                                                    | B-24                       |
| 81       |                | 602                 | Sant Feliu de Llobregat Molins de Rei Este Tarragona, Lleida, Girona                             | Sant Feliu de Llobregat Molins de Rei Este Tarragona, Lleida, Girona                     | BV-2002, N-340, A-22, E-90 |
| 82       | Gabelung       | 604                 | Barcelona-Avinguda Ronda de Dalt                                                                 |                                                                                          | B-23 E90 AP-2              |
| 83       | Gabelung       | 604A                |                                                                                                  | Lleida, Saragossa, Tarragona, Girona                                                     | B-23                       |
| 84       | Gabelung       | 604B                |                                                                                                  | Barcelona-Avinguda Ronda de Dalt                                                         |                            |
| 85       |                | 606                 | Sant Joan Despí Sant Feliu de Llobregat                                                          | Sant Joan Despí Sant Feliu de Llobregat                                                  |                            |
| 86       | Gabelung       | 607                 | Sant Boi de Llobregat Cornellà de Llobregat                                                      | Sant Boi de Llobregat Cornellà de Llobregat                                              | C-245                      |
| 87       | Gabelung       | 603                 | C-32 B-20 Ronda de Dalt Barcelona-Tarragona Girona Flughafen El Prat Cornellà de Llobregat (ost) | Cornellà de Llobregat (ost) Industriegebiet Cornellà Krankenhaus Llobregat               | C-31                       |
| 88       | Gabelung       | 610                 | Llobregat (Krankenhaus)-Barcelona Gran Vía-Fira C. sanitaria                                     |                                                                                          | C-31                       |
| 89       |                |                     | El Prat de Llobregat weiter als B-10 (Ronda Litoral (B-10))                                      | El Prat de Llobregat weiter als B-10 (Ronda Litoral (B-10))                              | B-10                       |

### Abschnitt Sils - Girona - Vilademuls
| Position | Kurzbezeichnung des Abschnitts | Abschnitt | km                                                                                                  | Eröffnung     |
| -------- | ------------------------------ | --- | --------------------------------------------------------------------------------------------------- | ------------- |
| 1        |                                | Abschnitt Sils-Massanet in Planung                                                                                               | Abschnitt Sils-Massanet in Planung                                                                  |               |
| 2        |                                | Sils | Sils weiter als N-II                                                                                | N-II          |
| 3        | 694                            | Sils-Vidreres | Sils-Vidreres                                                                                       | C-63          |
| 4        | 697                            | Les Mallorquines-Hostalric | Les Mallorquines-Hostalric                                                                          | Gl-555        |
| 5        | 700                            | Caldas de Malavella-PGA Catalunya                                                                                                | Caldas de Malavella-PGA Catalunya                                                                   | Gl-673        |
| 6        | 702                            | Vic-Lleida | Vic-Lleida                                                                                          | C-25          |
| 7        | 705                            | Riudellots de la Selva-Cassà de la Selva-Sant Feliu de Guíxols Barcelona Perpignan Flughafen Girona Industriegebiet CIM La Selva | Riudellots de la Selva-Cassà de la Selva-Sant Feliu de Guíxols Barcelona Perpignan Flughafen Girona | C-25 E-15AP-7 |
| 8        | 707                            | | Industriegebiet CIM La Selva                                                                        |               |
| 9        | 708                            | Fornells de la Selva-Girona | | N-II N-IIa    |
| 10       |                                | weiter als AP-7 | weiter als A-2                                                                                      | AP-7 A-2      |
| 11       | AP-7 7                         | Girona (süd)-Sant Feliu de Guíxols                                                                                               | Girona (süd)-AVE                                                                                    |               |
| 12       | AP-7 6B                        | Girona west - AVE | Girona west                                                                                         |               |
| 13       | AP-7 6                         | Girona (nord)-Banyoles-Olot-Palamós                                                                                              | |               |
| 14       |                                | weiter als A-2 | weiter als AP-7                                                                                     | A-2 AP-7      |
| 15       |                                | Vilademuls weiter als N-II | Vilademuls                                                                                          | N-II          |
| 16       |                                | Abschnitt Vilademuls-Orriols in Planung                                                                                          | Abschnitt Vilademuls-Orriols in Planung                                                             |               |

## Wichtige Städte

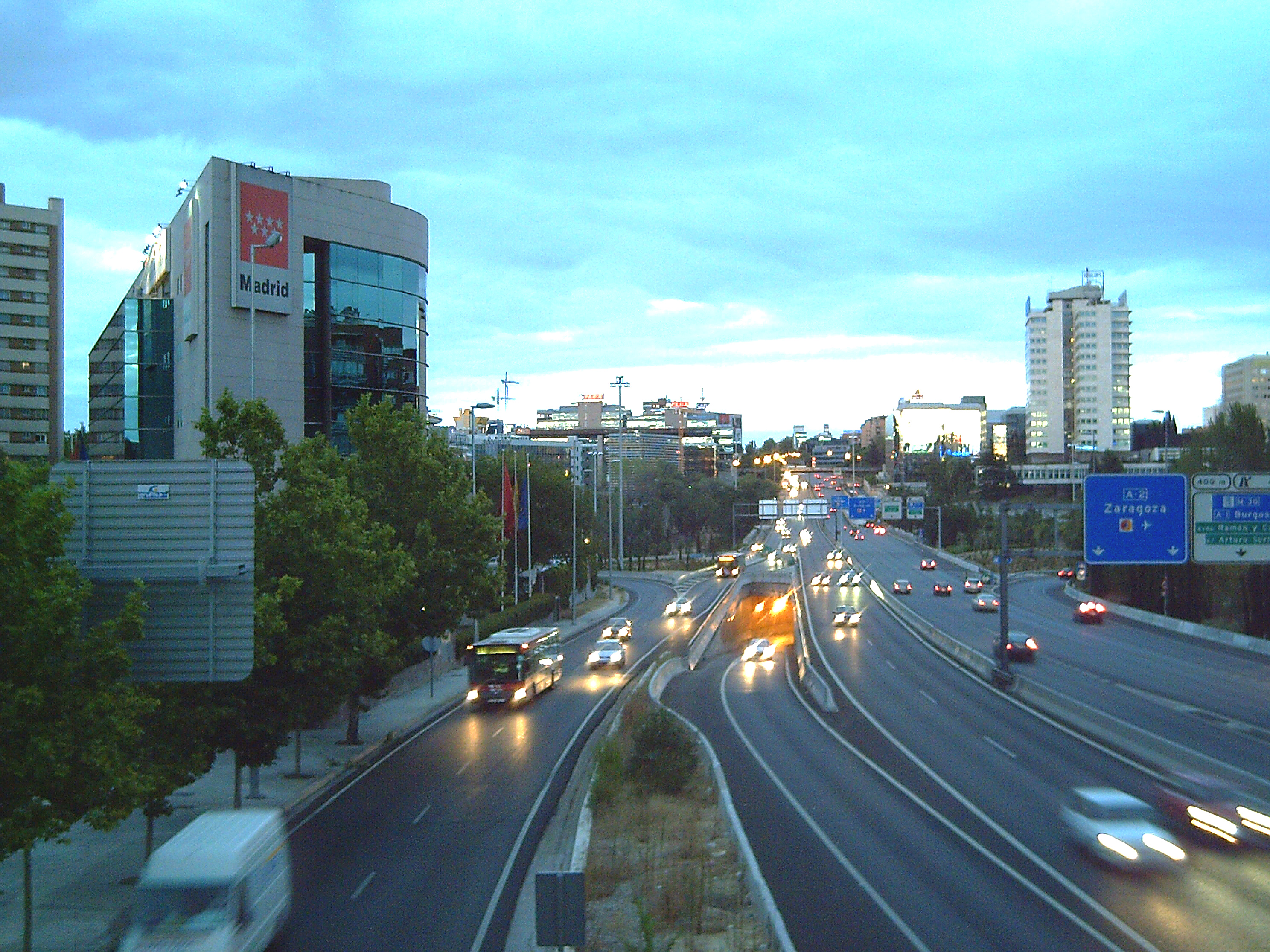
Autovía A-2 in Madrid

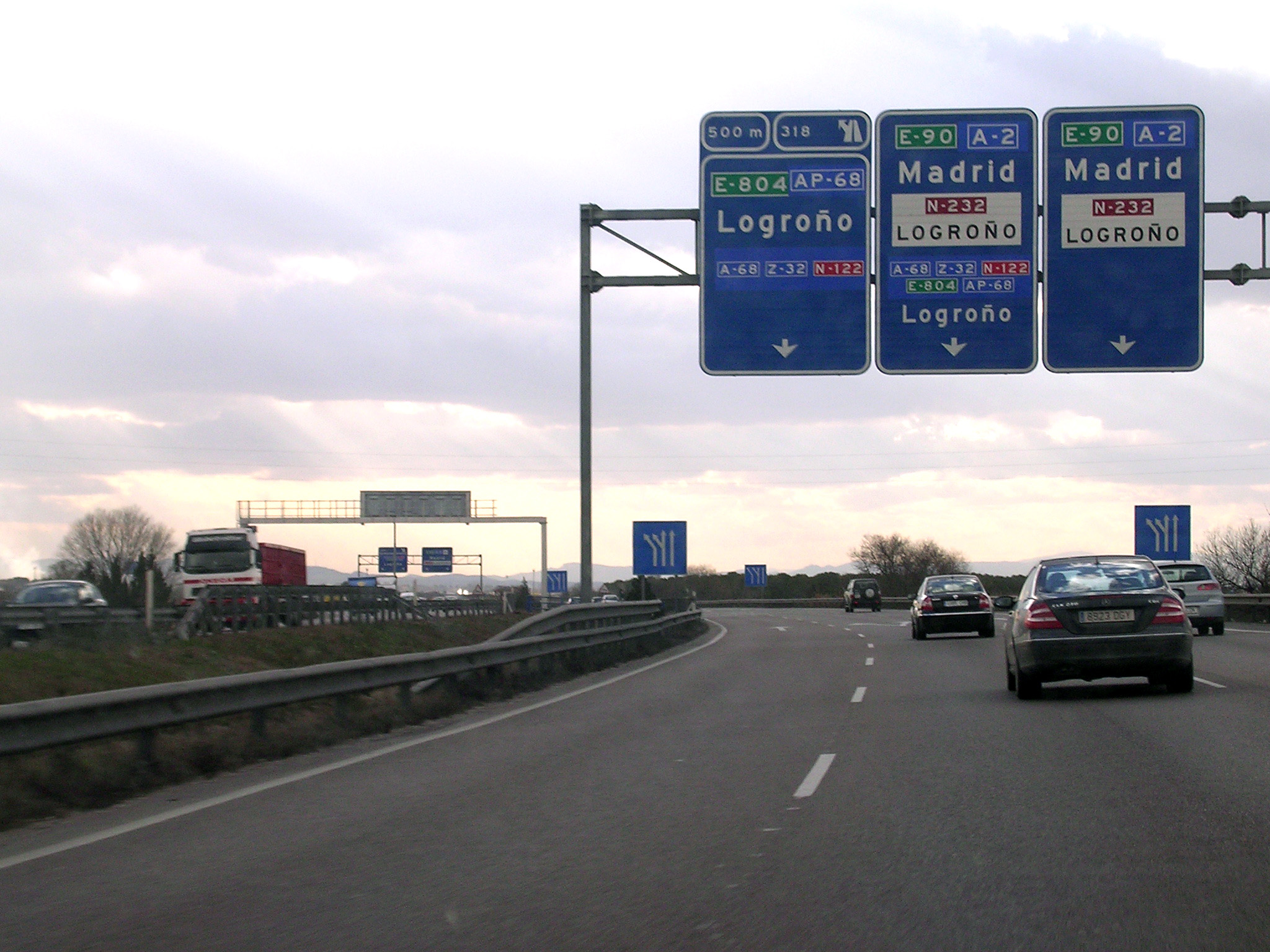
Autovía A-2 in Zaragoza

- Madrid
- Guadalajara
- Saragossa
- Fraga
- Lleida
- Martorell
- Barcelona